# Bukuru
Bukuru – miasto w Nigerii, w stanie Plateau. Według danych szacunkowych na rok 2009 liczy 37 081 mieszkańców. Miasto uważa się za osobne jednak stanowi część aglomeracji miasta Dżos. Jest położone na płaskowyżu Dżos, w środkowej Nigeii.